# 馮達浚
馮達浚（英語：Fung Tat Chun Frankie，1995年7月1日—），香港九龍城大小事主席，半島連線召集人，龍城社區主任，2020年香港立法會選舉民主派初選九龍西選區參選人。畢業於馬頭涌官立小學（紅磡灣）及拔萃男書院，香港浸會大學傳理學院。2021年1月6日因早前參與立法會民主派初選涉嫌違犯中華人民共和國香港特別行政區維護國家安全法而被捕，2月底一直還押至2025年7月28日出獄。

## 經歷
馮於2018年8月成立社區組織九龍城大小事並擔任龍城社區主任，希望能由地區入手令街坊更加關注社會民生。
馮於2019年10月4日在九龍城大小事Facebook專頁上正式宣佈參與2019年九龍城區議會選舉，挑戰龍城選區現任民建聯區議員吳寶強。最後馮達浚僅以99票之差落敗。
反送中運動期間，馮達浚與校友胡戩創辦網媒《加山傳播》。2020年7月16日，《加山傳播》宣布編採部暫停運作。
據報道，馮達浚正考慮在2020年立法會選舉九龍西地方選區參選，並醞釀加入由本土派區議員和地區人士籌組的新政黨。2020年7月15日，立法會民主派初選公佈最後點票結果，在九龍西選區，馮達浚以7,671票排第五，和排第四的何啟明（7,791票）相差僅120票。

## 軼事
- 在警察於2019年8月31日進入太子站對乘客使用武力後，馮達浚以及九龍角落主席李軒朗等四人到太子站站長室外提交請願信被拒，其後港鐵宣佈太子站關閉。[8]

## 外部連結
- Frankie Fung - 九龍城大小事 馮達浚的Facebook專頁
- 實是暗湧。以德報怨，何以報德？｜區區論壇｜馮達浚 - 果籽 - 蘋果日報（页面存档备份，存于）
- 【重奪區議會｜九龍城】拒做蛇齋餅粽區佬 土生土長馮達浚：關懷街坊切身問題（页面存档备份，存于）